# Giuliano Teatino
Giuliano Teatino – miejscowość i gmina we Włoszech, w regionie Abruzja, w prowincji Chieti.
Według danych na rok 2004 gminę zamieszkiwało 1301 osób, 144,6 os./km².